# 趙子龍祠墓
趙子龍祠墓位於四川省大邑縣晉原鎮，文物遺址年代判定為清。1996年9月16日公佈為四川省第四批省級文物保護單位。